# MaK G 1100 BB
A MaK G 1100 BB négytengelyes dízel-hidraulikus mozdonysorozat, amelyet a Maschinenbau Kiel (MaK) gyártott 1969 és 1978 között, összesen 17 példányban. A G 1100 BB a MaK második típusprogramjának legerősebb tagja, így az az első típusprogram legerősebb tagjának, az 1200 D-nek az utódja. A típus a német járműnyilvántartásában a 98 80 0261 sorozatjelzést kapta.

## Műszaki jellemzők
A MaK G 1100 BB tengelyelrendezése B’B’, azaz két forgóváza, azokban kettő-kettő hajtott kerékpárja van. A típusba a MaK 6M282 AK típusú, turbófeltöltéssel és töltőlevegő-hűtővel ellátott motorját szerelték, melynek maximális teljesítménye 1100 metrikus lóerő (809 kW) 1000 min⁻¹ fordulatszámon. A sorozatot a Voith cég kettő különböző típusú hidrodinamikus erőátviteli konstrukciójával szállították, a maximális megengedett sebessége 36–60 km/h (22–37 mph). Az üzemi tömege a ballasztolástól függően 68 és 80 tonna között van, a tüzelőanyag-tartályának kapacitása 3000 liter.

## Üzemeltetők
1969 és 1978 között összesen 17 mozdonyt építettek ebből a típusból kilenc különböző megrendelő számára. Négy példánnyal az Eisenbahn Altona-Kaltenkirchen-Neumünster volt a legnagyobb megrendelő. A gépek elsősorban gőzmozdonyokat vagy kisebb teljesítményű dízelmozdonyokat váltották fel, és a 2020-es évek után is használták vagy használják őket a mérsékelten nehéz terhelésű tehervonati és a nehéz terhelésű tolatási üzem ellátására. A mozdonyok mindegyike üzemképes, és különböző németországi és olaszországi vasutakon szolgálnak.
| MaK G 1100 BB-mozdonyok listája |             |                           |                                       |                                                                                   |
| Gyártási szám                   | Gyártás éve | Első üzemeltető           | Legutóbbi üzemeltető                  | UIC-pályaszám                                                                     |
| 800161                          | 1969        | Solvay 8                  | Ferrovia Adriatico Sangritana         |                                                                                   |
| 800162                          | 1969        | WHE 18                    | Rangier-, Service- und Transport-GmbH | 98 80 0261 001-8 D-RST                                                            |
| 800164                          | 1969        | VPS M 18                  | Ferrovia Adriatico Sangritana 30      |                                                                                   |
| 800165                          | 1970        | BE D 21                   | WHE 20                                |                                                                                   |
| 800166                          | 1970        | AKN V2.016                | Salcef 4                              |                                                                                   |
| 800167                          | 1971        | AKN V2.017                | AKN V2.017                            | 98 80 0261 005-9 D-AKN                                                            |
| 800168                          | 1972        | AKN V2.018                | Salcef 6                              |                                                                                   |
| 800169                          | 1971        | AKN V2.019                | Salcef                                |                                                                                   |
| 800171                          | 1971        | Badoni 8                  | Salcef T 6609                         |                                                                                   |
| 800179                          | 1972        | Klöckner Stahl Bremen 105 | HBB 105                               |                                                                                   |
| 800180                          | 1972        | BE D 22                   | SRT Railway Technology                |                                                                                   |
| 800181                          | 1973        | Klöckner Stahl Bremen 106 | HBB 106                               |                                                                                   |
| 800186                          | 1973        | WHE 20                    | Terminal Rubiera                      |                                                                                   |
| 800187                          | 1974        | Klöckner Stahl Bremen 107 | HBB 107                               |                                                                                   |
| 800190                          | 1978        | HVB 2                     | CFLDE 02                              | 98 80 0261 021-6 D-CFLDE                                                          |
| 800191                          | 1978        | WHE 22                    | Salcef 1                              |                                                                                   |
| 800192                          | 1978        | NIAG 4                    | Ismeretlen német                      | 2023-ban ismeretlen németországi tulajdonoshoz került, azóta a holléte ismeretlen |

## Fordítás
- Ez a szócikk részben vagy egészben  a   MaK G 1100 BB című német Wikipédia-szócikk ezen változatának fordításán alapul.  Az eredeti cikk szerkesztőit annak laptörténete sorolja fel. Ez a jelzés csupán a megfogalmazás eredetét és a szerzői jogokat jelzi, nem szolgál a cikkben szereplő információk forrásmegjelöléseként.